# MovieSTAR
Мувистар (стилизирано като MovieSTAR) е български филмов телевизионен канал. Той стартира излъчването си през август 2013 г., а през 2016 г. става национален. Каналът е платен и се разпространява чрез кабелен или сателитен оператор. Излъчва недублирани чуждестранни филми от Европа и света от всякакви жанрове.